# Hélène Cattet et Bruno Forzani
 (avril 2024).
Hélène Cattet et Bruno Forzani sont un couple de réalisateurs français vivant à Bruxelles. Ils ont, ensemble, coréalisé tous leurs films.

## Biographie
Hélène Cattet, née en 1976 à Paris, et Bruno Forzani, né la même année à Menton, se sont rencontrés à Bruxelles en 1999[réf. nécessaire]. 
Après plusieurs courts métrages, Hélène Cattet et Bruno Forzani rencontrent François Cognard qui produit leur films. Ils réalisent en 2009 Amer, hommage postmoderne au giallo qui s'est distingué au niveau international. Quentin Tarantino cite le film comme l'un de ses préférés de l'année 2010.
Bruno Forzani est aussi, de janvier 2006 à novembre 2008, fondateur, programmateur et présentateur francophone des séances de cinéma Bis au Musée du cinéma de Bruxelles[réf. nécessaire].
En 2014,  Bruno Forzani et Hélène Cattet reçoivent 500 000 euros d'« aide à la production » de la Fédération Wallonie-Bruxelles pour le projet Laissez bronzer les cadavres, un film noir adapté d’un roman de Jean-Patrick Manchette.

## Filmographie

### Courts métrages
- 2001 : Catharsis
- 2002 : Chambre jaune
- 2003 : La Fin de notre amour
- 2004 : L'Étrange Portrait de la dame en jaune
- 2006 : Santos Palace
- 2012 : The ABCs of Death - segment O is for Orgasm

### Longs métrages
- 2010 : Amer
- 2013 : L'Étrange Couleur des larmes de ton corps
- 2017 : Laissez bronzer les cadavres
- 2025 : Reflet dans un diamant mort